# Třída Q a R
Třída Q a R byla třída torpédoborců britské Royal Navy z období druhé světové války. Celkem bylo postaveno 16 jednotek této třídy. Za druhé světové války byly dvě jednotky ztraceny. Osm torpédoborců této třídy bylo v 50. letech přestavěno na fregaty typu 15 Rapid. Zahraničními uživateli třídy byla Austrálie, Indie a Nizozemsko.

## Pozadí vzniku
Tato třída představovala torpédoborce stavěné pro válečnou potřebu. Využívaly upravený trup a pohonný systém třídy J. Stejná byla i hlavní výzbroj. V letech 1940–1943 bylo postaveno celkem 16 jednotek tříd Q a R. Postaveny byly ve dvou identických sériích po osmi kusech, přičemž jména lodí v každé sérii začínají na Q a R.
Jednotky třídy L a M:
| Jméno              | Loděnice                  | Založení kýlu | Spuštění na vodu   | Přijetí do služby | Status                                                                                                |
| ------------------ | ------------------------- | ------------- | ------------------ | ----------------- | --- |
| Quadrant (D17)     | Hawthorn Leslie, Hebburn  | 1940          | 28. února 1942     | listopad 1942     | V říjnu 1943 převeden Austrálii. Od roku 1953 fregata Typu 15. Vyřazen 1963.                          |
| Quail (G45)        | Hawthorn Leslie, Hebburn  | 1941          | 1. června 1942     | leden 1943        | Dne 18. června 1944 potopen minou.                                                                    |
| Quality (G62)      | Swan Hunter, Wallsend     | 1940          | 6. října 1941      | září 1942         | V říjnu 1945 převeden Austrálii. Vyřazen 1958.                                                        |
| Queenborough (G70) | Swan Hunter, Wallsend     | 1940          | 16. ledna 1942     | prosinec 1942     | V říjnu 1945 převeden Austrálii. Od roku 1954 fregata Typu 15. Od roku 1966 cvičná loď, vyřazen 1975. |
| Quentin (G78)      | White, Cowes              | 1940          | 5. istopadu 1941   | duben 1942        | Dne 2. prosince 1942 potopen náletem.                                                                 |
| Quiberon (G81)     | White, Cowes              | 1940          | 31. ledna 1942     | červenec 1942     | V červenci 1942 převeden Austrálii. Od roku 1957 fregata Typu 15. Vyřazen 1972.                       |
| Quickmatch (G92)   | White, Cowes              | 1941          | 11. dubna 1942     | září 1942         | V září 1942 převeden Austrálii. Od roku 1955 fregata Typu 15. Vyřazen 1972.                           |
| Quilliam (G09)     | Hawthorn Leslie, Hebburn  | 1941          | 29. listopadu 1941 | říjen 1942        | Vybaven jako vůdčí loď. Od listopadu 1945 nizozemský Banckert. Vyřazen 1956.                          |
| Racehorse (H11)    | John Brown, Clydebank     | 1941          | 1. června 1942     | říjen 1942        | Vyřazen 1949.                                                                                         |
| Raider (H15)       | Cammell Laird, Birkenhead | 1941          | 1. dubna 1942      | listopad 1942     | Od září 1949 indický Rana. Vyřazen 1979.                                                              |
| Rapid (H32)        | Cammell Laird, Birkenhead | 1941          | 16. července 1942  | únor 1943         | Od roku 1953 fregata Typu 15. Od roku 1966 cvičná loď, vyřazen 1979.                                  |
| Redoubt (H41)      | John Brown, Clydebank     | 1941          | 2. května 1942     | říjen 1942        | Od července 1949 indický Ranjit. Vyřazen 1979.                                                        |
| Relentless (H85)   | John Brown, Clydebank     | 1941          | 15. července 1942  | listopad 1942     | Od roku 1952 fregata Typu 15. Vyřazen 1971.                                                           |
| Rocket (H92)       | Scotts, Greenock          | 1941          | 28. října 1942     | srpen 1943        | Od roku 1952 fregata Typu 15. Vyřazen 1967.                                                           |
| Roebuck (H95)      | Scotts, Greenock          | 1941          | 10. prosince 1942  | červen 1943       | Od roku 1953 fregata Typu 15. Vyřazen 1969.                                                           |
| Rotherham (H09)    | John Brown, Clydebank     | 1941          | 21. března 1942    | srpen 1942        | Vybaven jako vůdčí loď. Od července 1949 indický Rajput. Vyřazen 1976.                                |

## Konstrukce

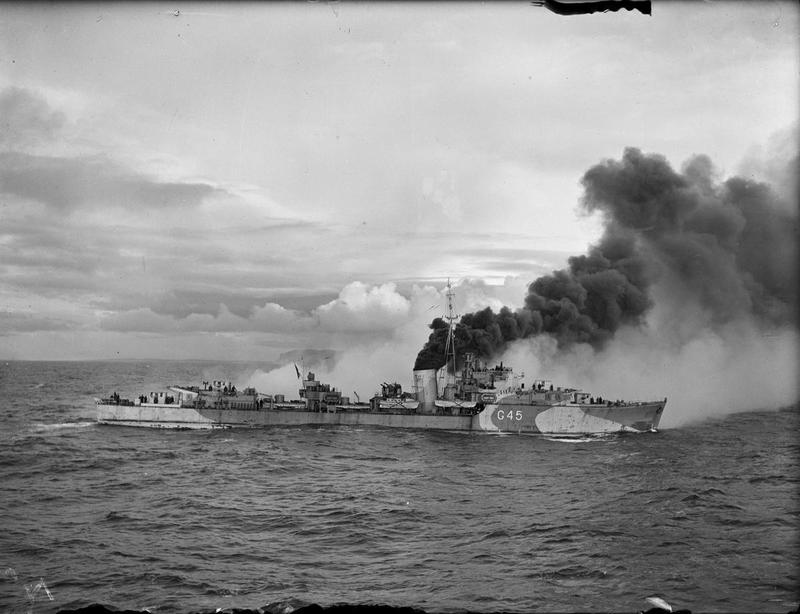
HMS Quail (G45) pokládá kouřovou clonu

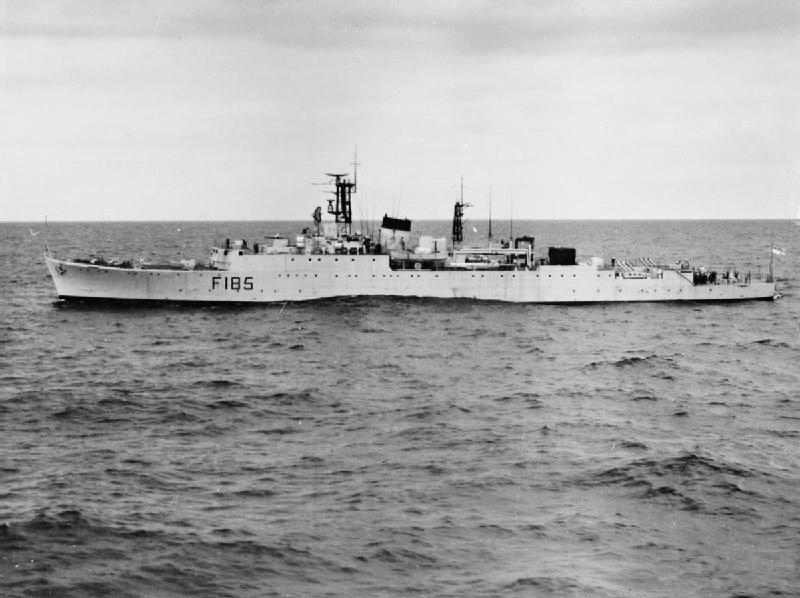
HMS Relentless po přestavbě na fregatu typu 15 Rapid

Torpédoborce této třídy po dokončení nesly čtyři 120mm/45 kanóny QF Mk.IX, umístěné v jednodělových věžích. Protiletadlovou výzbroj tvořily čtyři 40mm kanóny Pom-pom a šest 20mm kanónů. Nesly též dva čtyřhlavňové 533mm torpédomety. K napadání ponorek sloužily dvě skluzavky a čtyři vrhače pro svrhávání hlubinných pum. Pohonný systém tvořily dva tříbubnové kotle Admiralty a dvě sady parních turbín Parsons o výkonu 40 000 shp, pohánějící dva lodní šrouby. Nejvyšší rychlost dosahovala 36,75 uzlu.

### Modifikace
Během služby byla výzbroj jednotlivých lodí různě modifikována. Obvykle byla posílena o dva a čtyři 40mm kanóny Bofors a až osm 20mm kanónů Oerlikon. Počet nesených hlubinných pum se zvýšil z 45–70 na 70–130 kusů. Například v roce 1946 nesly torpédoborce Raider, Redoubt a Rotherham čtyři 120mm/45 kanóny Mk.XVIII, čtyři 40mm/60 kanóny Mk.III (Pom-pom), čtyři 40mm/39 kanóny Mk.VII, čtyři 20mm/70 kanóny Mk.V, osm 533mm torpédometů, čtyři vrhače a tři spouštěče pro celkem 130 hlubinných pum. Elektroniku představovaly radary typu 271 (či typu 272), typu 285, typu 290 (či typu 291) a sonar typu 144.
Celkem osm torpédoborců této třídy po válce prodělalo rozsáhlou přestavbu na protiponorkové fregaty typu 15 Rapid. Byly to jednotky Relentless a Rocket (1952), Rapid, Roebuck a Quadrant (1953), Queenborough (1954), Quickmatch (1955) a Quiberon (1957).

## Operační služba
Za druhé světové války byly ztraceny dvě jednotky této třídy. Quentin potopilo v roce 1942 letecké torpédo a Quail se v roce 1944 potopil na mině.

## Zahraniční uživatelé
Austrálie
Za druhé světové války námořnictvo získalo torpédoborce Quadrant, Quality, Queenborough, Quiberon a Quickmatch. Vyřazeny byly do roku 1972.
 Nizozemsko
V roce 1945 zakoupilo torpédoborec Banckert (D801, Quilliam). Vyřazen 1946.
 Indie
V roce 1949 zakoupeny torpédoborce Rajput (ex Roterham), Rana (ex Raider) a Ranjit (ex Redoubt). Vyřazeny do roku 1979.